# Strangalia baluensis
Strangalia baluensis är en skalbaggsart som beskrevs av Fisher 1935. Strangalia baluensis ingår i släktet Strangalia och familjen långhorningar.
Artens utbredningsområde är Sarawak. Inga underarter finns listade i Catalogue of Life.